# Yo creo en ti
Yo creo en ti (título original en inglés: Call Northside 777) es una película de cine negro estadounidense del año 1948, dirigido por Henry Hathaway y protagonizada por James Stewart y Richard Conte.
Está basada en el caso de Majczek y Marcinkiewicz, dos hombres polaco-estadounidenses arrestados y condenados por el asesinato del oficial de policía de Chicago de 57 años William D. Lundy el 9 de diciembre de 1932. Unos 11 años y medio después, en 1944, tras la investigación de los periodistas del Chicago Times John McPhaul y James McGuire, ambos hombres fueron exonerados del crimen (Majczek en 1945 y Marcinkiewicz en 1950). Los verdaderos asesinos nunca fueron identificados.

## Sinopsis
En 1932, Frank Wiecek es condenado a 99 años de prisión por asesinar a un agente de policía a sangre fría. Doce años después, su madre, que limpiando pisos ha ahorrado 5.000 dólares, centavo a centavo, publica un anuncio en un periódico ofreciendo ese dinero como recompensa para quien le dé la información que permita descubrir al verdadero criminal. El director del periódico se conmueve del anuncio y asigna al periodista McNeal a investigar el caso. Descubre que la principal prueba en contra del condenado fue el testimonio de un único testigo de los hechos, y junto a otros descubrimientos se va dando cuenta de que la resolución del caso pudo contener un error judicial. La auténtica pregunta es si el periodista puede encontrar pruebas que sean capaces de convencer a una comisión para conceder el indulto al condenado.

## Reparto

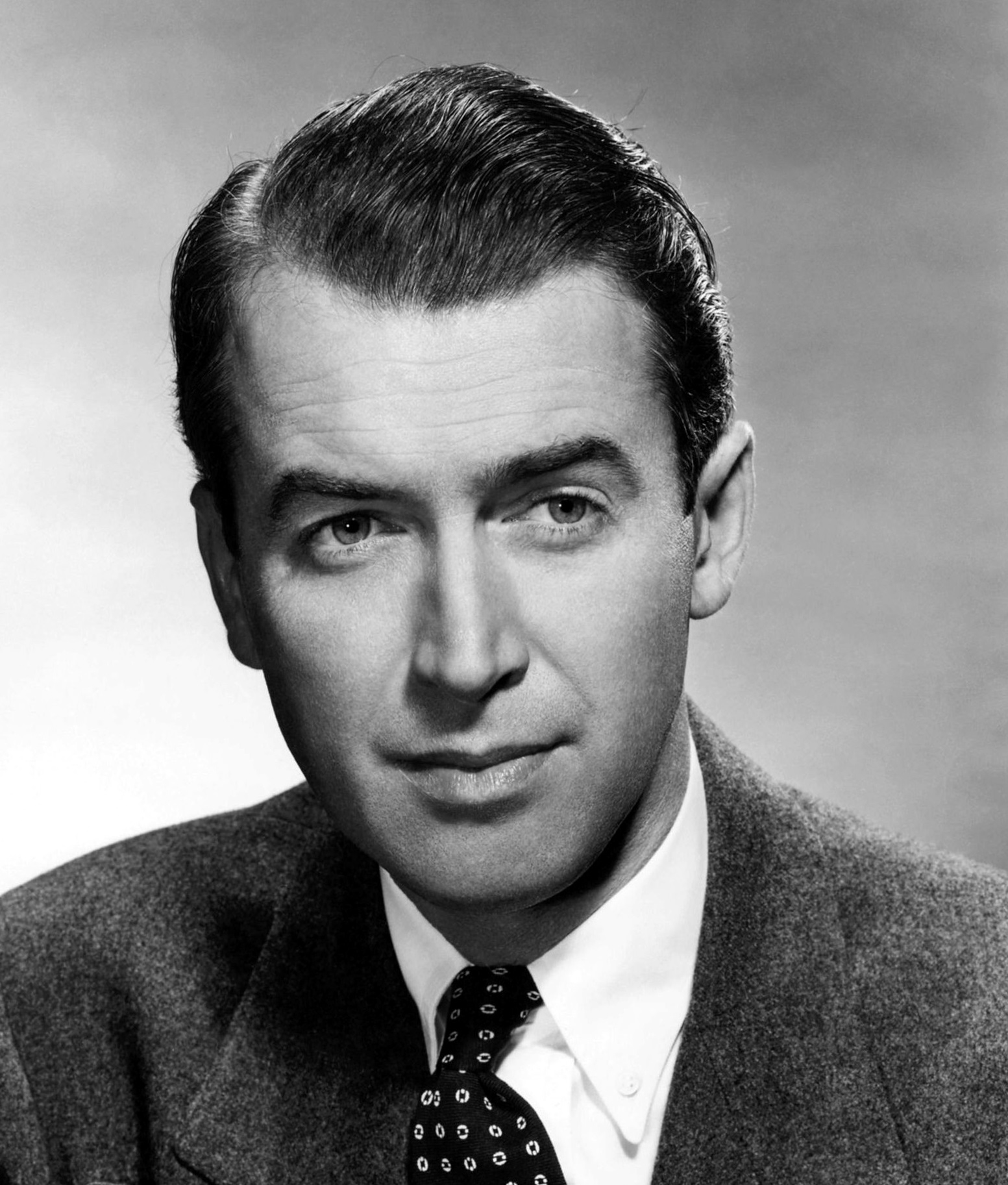
James Stewart, el protagonista

- James Stewart como P.J. McNeal (basado en el reportero James McGuire)
- Richard Conte como  Frank Wiecek (basado en el convicto Joseph Majczek)
- Lee J. Cobb como  Brian Kelly
- Helen Walker como  Laura McNeal
- Betty Garde como  Wanda Skutnik
- Kasia Orzazewski como  Tillie Wiecek
- Joanne De Bergh como  Helen Wiecek
- Michael Chapin como  Frank Wiecek Jr.
- Howard Smith como  K.L. Palmer
- Moroni Olsen como Director de la Comisión de Indultos
- J.M. Kerrigan como Sullivan
- John McIntire como Sam Faxon